# Henk Knol (politicus)
Hendrik (Henk) Knol (Fluitenberg, 3 maart 1931 - Assen, 4 januari 1993) was een Nederlandse politicus namens de Partij van de Arbeid (PvdA). Van 1977 tot 1989 zat Knol in de Tweede Kamer.
- Biografisch Portaal: 05075509
- Parlement.com: vg09llhwfpyr